# Blossia massaica
Blossia massaica är en spindeldjursart som beskrevs av Roewer 1933. Blossia massaica ingår i släktet Blossia och familjen Daesiidae. Inga underarter finns listade.